# Filfla
Filfla is een klein onbewoond eiland gelegen op 5 kilometer ten zuiden van het eiland Malta. De naam zou afgeleid zijn van het Arabische woord filfel, wat zwarte peper betekent.

## Geografie
Het heeft een oppervlakte van 4 hectare en bestaat uit een plateau (1 hectare) 60 meter hoge klippen. Filfla is het meest zuidelijke punt van de Republiek Malta. Iets ten westen ervan ligt het veel kleinere eilandje Filfoletta.

## Geschiedenis
Archeologisch onderzoek op het eiland wees uit dat het ooit gebruikt werd ten tijde van de Tempeltijd (Laat-Neolithicum). Het enige bouwwerk op het eiland was een kapel voor in een grot, gebouwd in 1343, waar diensten werden gehouden voor de vissers die rondom Filfla visten. Door een aardbeving in 1856 werd deze echter grotendeels vernield en zonk het eiland voor een deel weg in de zee.
Tot 1971 werd het eiland als oefenterrein gebruikt door bommenwerpers van de Britse Royal Navy en Royal Air Force. Sinds 1980 is het een vogelreservaat. Vanaf 1988 mag er, volgens de Filfla Natural Reserve Act, niet gevist worden in een straal van 1 zeemijl, aangezien er mogelijk nog bommen liggen die niet ontploft zijn.

## Fauna
Op het eiland bevinden zich broedplaatsen voor verschillende vogels, zoals het stormvogeltje, Kuhls pijlstormvogel en de geelpootmeeuw. Het eiland herbergt zijn eigen unieke soort muurhagedis (Podarcis filfolensis filfolensis) en slak (Lampedusa imitatrix gattoi).

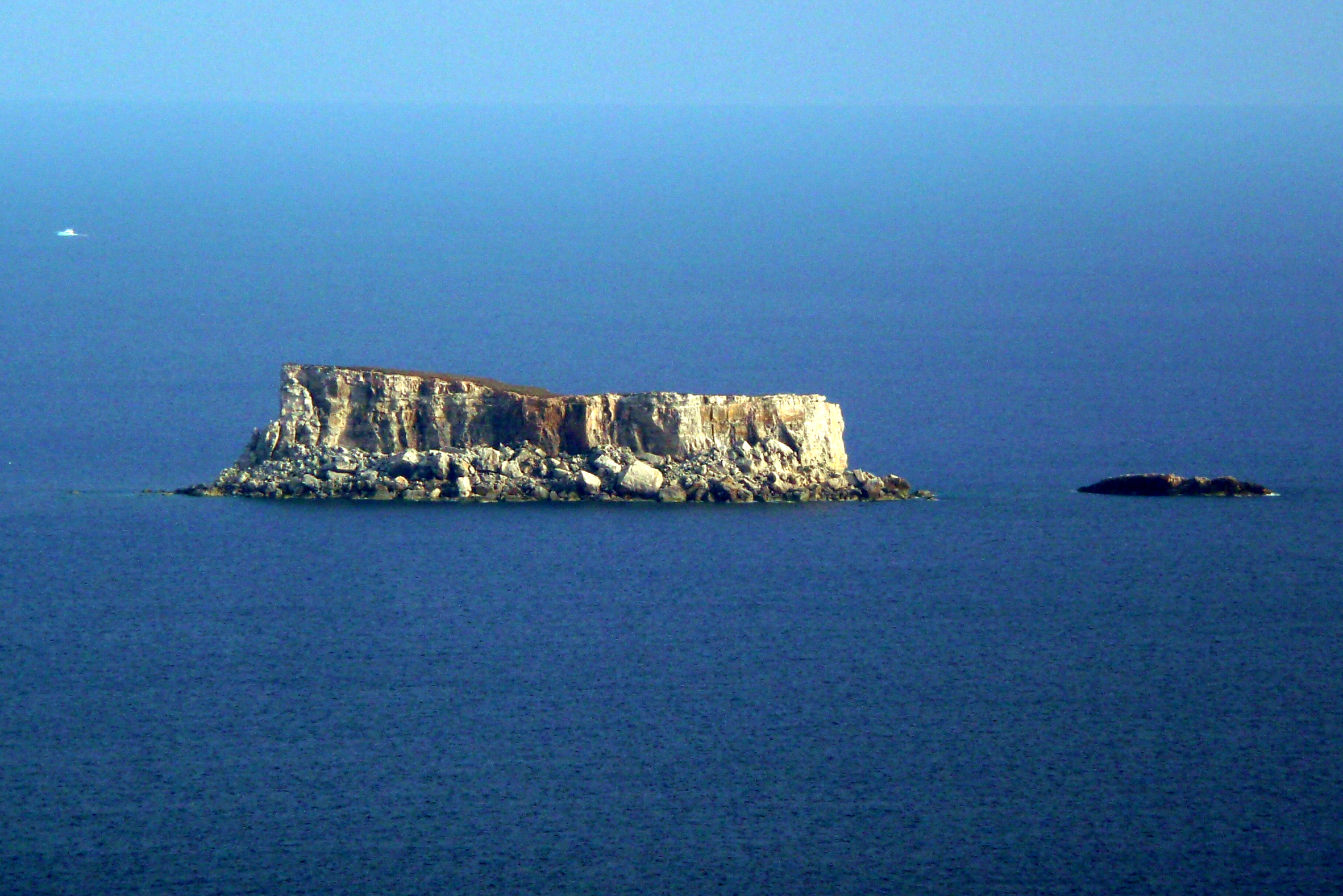
Zicht op Filfla

## Trivia
- Bezoeken van dit eiland kan alleen om educatieve of wetenschappelijke redenen. Hiervoor moet men toestemming hebben van de verantwoordelijke minister.
- Een scène uit de film Popeye uit 1980 met Robin Williams werd op dit eilandje opgenomen.
- Boudewijn Büch maakte er in 1988 een wandeling van enkele minuten (overigens zonder toestemming). Hij beschreef dit in zijn boek Eenzaam (1992, Atlas Uitgeverij, ISBN 90-254-02623) en een en ander werd uitgezonden in het programma De wereld van Boudewijn Büch op 25 december 1988 bij de VARA.